# Кенжегалы
Кенжегалы (каз. Кенжеғалы) — село в Аккайынском районе Северо-Казахстанской области Казахстана. Село входит в состав Григорьевского сельского округа. Код КАТО — 595839400.

## География
В 3 км к югу от села расположено озера Бозарал.

## Население
В 1999 году численность населения села составляла 201 человек (105 мужчин и 96 женщин). По данным переписи 2009 года, в селе проживало 127 человек (65 мужчин и 62 женщины).